# Amel Charouf
Amel Charouf (née le 21 novembre 1990) est une joueuse algérienne de volley-ball.

## Club
- club actuel :  RIJA Alger
- club précédent :  GSP (ex MC Alger)
- club précédent:  Com Argenteuil
- club précédent :  RIJA Alger
- club précédent:  GSP (ex MC Alger)